# Kaskinen
Kaskinen (in svedese Kaskö) è una città finlandese di 1256 abitanti, situata nella regione dell'Ostrobotnia.

## Società

### Lingue e dialetti
Le lingue ufficiali di Kaskinen sono il finlandese e lo svedese, e 6,3% parlano altre lingue.
| %     | Ripartizione linguistica (gruppi principali) |
| ----- | -------------------------------------------- |
| 27,8% | madrelingua svedese                          |
| 65,9% | madrelingua finlandese                       |